# Scopula nigrinotata
Scopula nigrinotata är en fjärilsart som beskrevs av W. Warren 1897. Scopula nigrinotata ingår i släktet Scopula och familjen mätare. Inga underarter finns listade.